# جميل الألشي
جميل الأُلشي (1883-1951)؛ سياسي سوري من حي القيمرية بدمشق، تقلّب في عدة مناصب وزاريّة وترأس الحكومة السورية لفترتين قصيرتين، كانت الأولى عام 1920 والثانية عام 1943. وعندما توفي الرئيس تاج الدين الحسني تسلّم الأُلشي رئاسة الجمهورية السورية بالوكالة لحين إجراء انتخابات. وهو عقيد سابق في الجيش العثماني عمل أيضاً في جيش المملكة السوريّة وكان مرافقاً عسكرياً للملك فيصل الأول.

## البداية
ولِد جميل الأُلشي في دمشق ودَرس في الكلية الحربية في اسطنبول، ليلتحق فور تخرجه بالجيش العثماني. حارب على جبهات عدة  في الحرب العالمية الأولى، وعُين في مدينة القدس قبل انشقاقه عن العثمانيين وانضمامه إلى الثورة العربية الكبرى التي انطلقت من الحجاز عام 1916، بقيادة أمير مكة الشريف حسين بن علي. شارك في معارك الثورة ودخل مدينة دمشق بعد تحريرها بالكامل من الجيش العثماني، ليشارك في الحكومة المُصغرة التي شُكلت لإدارة المرحلة الانتقالية، برئاسة الأمير محمّد سعيد الجزائري.

## في عهد الملك فيصل الأول
وفي يوم 3 تشرين الأول 1918 دخل الأمير فيصل بن الحسين مدينة دمشق وبايعه السوريون حاكماً عربياً عليهم. عُيّن جميل الأُلشي مرافقاً عسكرياً لحاكم سورية الجديد وكلّفه فيصل بمفاوضة الجنرال الفرنسي هنري غورو في عاليه، قبل أيام معدودة من معركة ميسلون التي أطاحت بالعهد الفيصلي يوم 24 تموز 1920. استشهد وزير الحربية يوسف العظمة في تلك المرحلة وكُلّف المقدم الركن جميل الأُلشي بخلافته، فظّل في دمشق ولم يغادرها مع فيصل وبقية أعوانه من السوريين والعراقيين. ولكنّ منصب وزير الحربية فقد كل معناه بعد أن حلّت حكومة الانتداب الفرنسي بقايا الجيش السوري، لكي تقيم مكانه جيشاً مُنظماً تابعاً لها، عرف بجيش الشرق. وفي 21 آب 1920، سافر وفد حكومي رفيع إلى سهل حوران، برئاسة رئيس الوزراء الجديد علاء الدين الدروبي، لمفاوضة أهل المنطقة وإقناعهم بإلقاء السلاح والتَخلي عن ملكهم المخلوع فيصل الأول. رفض الأُلشي مرافقة الوفد، الذي ضمّ إضافة لرئيس الحكومة كلّاً من رئيس مجلس الشورى عبد الرحمن باشا اليوسف ووزير الداخلية عطا الأيوبي، وتذرّع بأن السفر كان في يوم الجمعة وأنه على موعد للصلاة في الجامع الأموي، ممثلاً الحكومة السورية.

## رئيساً للحكومة عام 1920
بعد مقتل علاء الدين الدروبي في حوران، كَلف الجنرال غورو جميل الأُلشي بتأليف الحكومة الجديدة يوم 6 أيلول 1920. أعاد تعيين عطا الأيوبي في وزارة الداخلية وحمدي نصر في وزارة المالية وبديع مؤيد العظم في وزارة المعارف، واحتفظ بحقيبة الدفاع لنفسه. وفي فترة حُكمه القصيرة قسّمت فرنسا البلاد السورية إلى دويلات، يحكم كلّ واحدة منها شخص مُعين من قبل المفوضية الفرنسية العليا في بيروت. غَضب جميل الأُلشي من هذا التصرف، وقال إنه يضر كثيراً بمستقبل مدينة دمشق الاقتصادي لأنه يفصلها عن محيطها الجغرافي ويقطع أوصال التجارة بينها وبين فلسطين ولبنان. كما اعترض رسمياً على إنشاء دولة لبنان الكبير وسلخ أربعة أقضية عن سورية لإلحاقها بهذا الكيان، وهي حاصبيا وراشيا وبعلبك والبقاع. تفاقم الخلاف بينه وبين الفرنسيين، وتحديداً بعد قرارهم إلغاء وزارة الحربية، فقدم جميل الأُلشي استقالة حكومته يوم 30 تشرين الثاني 1920.

## وزيراً للمالية عام 1928
لم يظهر جميل الأُلشي على الساحة السّياسية في السنوات اللاحقة، ولم يشارك في الثورة السورية الكبرى أو في أي من الأحزاب التي ظهرت في منتصف العشرينيات وبداية الثلاثينيات. ولكنه عُيّن وزيراً للمالية يوم 15 شباط 1928 في حكومة صديقه الشيخ تاج الدين الحسني، مدير القصر الملكي الأسبق في عهد الملك فيصل. أشرفت هذه الحكومة على انتخابات مجلس تأسيسي لوضع أول دستور جمهوري في سورية، يوم 24 نيسان 1928. وفي منتصف آب 1930، قدمت استقالتها إلى المفوضية الفرنسية العليا في بيروت.

## رئيساً للحكومة مجدداً في عهد الشيخ تاج
وفي منتصف الحرب العالمية الثانية، جاء الجنرال شارل ديغول إلى سورية، بعد تحريرها من حكم فيشي الموالي لألمانيا النازية، وكَلّف الشيخ تاج الدين الحسني برئاسة الجمهورية، ليحكم البلاد بمفرده دون أي رقيب لا من مجلس النواب المنحل ولا من دستور معطل بسبب ظروف الحرب. تعاقب كل من حسن الحكيم وحسني البرازي على رئاسة الحكومة في عهده، الذي شهد توحيد البلاد السورية في أيلول 1941، بعد تقسيم قسري دام سنوات، وضم دولة العلويين ودولة الدروز إلى الوطن الأم. وفي مطلع عام 1943، كَلّف الشيخ تاج صديقه القديم جميل الأٌلشي بتأليف حكومة جديدة، وُلدت يوم 8 كانون الثاني 1943.
لإضفاء شرعية وطنية على عهده، قام جميل الأُلشي بالتعاون مع عدد من رموز الحركة الوطنية، مثل الشاعر خليل مردم بك الذي عُيّن وزيراً للمعارف وأستاذ القانون فايز الخوري (شقيق الرئيس فارس الخوري) الذي أصبح وزيراً للخارجية. كما عيّن صهر الشيخ تاج، الدكتور منير العجلاني، وزيراً للشؤون الاجتماعية وجاء جميل الأُلشي بأحد أعيان مدينة دير الزور محمد العايش وعينه وزيراً للاقتصاد. واحتفظ الألشي لنفسه بحقيبة الداخلية وعيّن الأمير مصطفى الشهابي وزيراً للمالية ومنير العباس وزيراً للأشغال العامة.

## رئيساً للجمهورية بالوكالة
ولكن رئيس الجمهورية توفي قبل أن تبدأ الحكومة عملها، يوم 17 كانون الثاني 1943، وعلى الفور، أصبح جميل الأُلشي رئيساً بالوكالة، مُكلفاً بالتحضير لانتخابات رئاسية ونيابية قبل نهاية صيف ذلك العام. وفي جنازة الشيخ تاج، وقف الرئيس الأُلشي مع رؤساء الدول العربية المشاركة، ممسكاً بيد الرئيس اللبناني إميل أدة. واجه عهده القصير مشاكل عدة، من أبرزها ارتفاع سعر الخبز من ثماني قروش إلى ثماني قروش وربع، مما فجّر مظاهرات عارمة قادتها الكتلة الوطنية في طول البلاد وعرضها، طالبت بسقوط عهد جميل الأُلشي. كانت هذه الزيادة قد فُرضت فرضاً من قبل المفوضية الفرنسية العليا في بيروت للمساهمة في تمويل المجهود الحربي للجيش الفرنسي، ولم يكن باستطاعة الرئيس الأُلشي تعديلها أو إلغاؤها. أغلقت دمشق متاجرها مطالبةََ باستقالة الحكومة، وترأس المتظاهرين الزعيم شكري القوتلي، الذي فاز برئاسة الجمهورية السورية ذلك الصيف. في 22 آذار 1943 استقال وزير المالية من حكومة جميل الأُلشي، وهدد وزراء الحركة الوطنية بالانسحاب، فما كان أمام الأُلشي إلا الاستقالة يوم 25 آذار 1943.

## الوفاة
اعتزل جميل الأُلشي العمل السياسي من بعدها وتوفي في دمشق عن عمر ناهز 68 عاماً سنة 1951. شيعه أهالي حي القيمرية بموكب مهيب، نظراً للخدمات التي قدمها لهم طوال حياته، وأقيمت له جنازة رسمية حضرها رئيس الجمهورية في حينها هاشم الأتاسي.